# Callicebus discolor
Il callicebo dalla coda bianca (Callicebus discolor I. Géoffroy & Deville, 1848) è un primate platirrino della famiglia dei Pitecidi.
Vive in Perù settentrionale (regione di Loreto) ed Ecuador orientale, dove colonizza le aree di foresta pluviale pedemontana ad est delle Ande.
Veniva in passato considerato (e secondo alcune classificazioni lo è ancora) una sottospecie di Callicebus cupreus (Callicebus cupreus discolor), al quale è molto somigliante sia morfologicamente che comportamentalmente eccezion fatta per il disegno bianco sulla fronte, che assume in questa specie una sfumatura beige assente in C. cupreus, oltre che per la coda, che (come intuibile dal nome comune) ha la parte distale di color bianco sporco.
L'elezione di questi animali al rango di specie a sé stante è stata dettata dalla riclassificazione del genere Callicebus in base al concetto di specie ecologica piuttosto che biologica.

## Distribuzione
Presente in Brasile, Perù e Ecuador. Si trova nella regione amazzonica superiore, in Perù a nord del Río Marañon tra i Ríos Napo e Santiago e a sud del Río Marañon e nella zona tra il Río Marañon e la Cordillera Cahuapanas. In Ecuador, dalle pendici andine a est fino al bacino del Río Napo/Aguarico e a nord fino al Río Putumayo; in Colombia tra i rios Guamués e San Miguel.

## Status e conservazione
In Ecuador, si registrano alti tassi di deforestazione e frammentazione forestale in vaste aree del suo areale. In Colombia, ha un areale ristretto in una regione soggetta a esplorazione petrolifera, piantagioni di coca e uso di erbicidi. Questa specie è generalmente molto abbondante in tutto il suo areale di distribuzione,